# Gruzijsko zlatno doba
Gruzijsko zlatno doba, gruz. საქართველოს ოქროს ხანა sakartvelos okros khana, opisuje povijesno razdoblje u Srednjem vijeku u rasponu od otprilike kasnog 11. do 13. stoljeća tijekom kojih je Kraljevina Gruzija dosegla vrhunac svoje moći i razvoja. U tom razdoblju doživljavaju procvat gruzijska arhitektura, slikarstvo, poezija, crkvena umjetnost, kao i stvaranje prvih velikih djela svjetovne literature. Trajalo je više od dva stoljeća, a do postupnog kraja je došlo zbog invazija nomadskih naroda, kao što su bili Mongoli i širenju kuge, koju su ta nomadska plemena donijela sa sobom. Kao rezultat tih procesa, Gruzija se pretvorila u kršćansku enklavu opkoljenu muslimanskim narodima.

## David IV.
Zlatno gruzijsko doba počelo je vladavinom Davida IV. Graditelja (ili Velikog), sina Đure II. i kraljice Jelene, koji je preuzeo prijestolje sa 16 godina u razdoblju velike turske invazije. Kad je došao na prijestolje potisnuo je nezadovoljstva feudalaca i centralizirao je moć u svojim rukama, kako bi se učinkovito borio sa stranim prijetnjama. Tako je 1121. godine odlučno porazio mnogo veću tursku vojski u Bitci kod Didgorija. Ogromna količina plijena koju su tom prilikom dobili, dostatno je osigurala Tbilisi i otvorila novo razdoblje, razdoblje preporoda. Kako bi još više podignuo status zemlje, David je odbacio ugledan naslov podaren od Istočnog Rimskog Carstva, gruzijskog dugogodišnjeg saveznika. Obzirom na bliske obiteljske veze između Gruzije i bizantske carske obitelji, (npr. gruzijska princeza Marija, tetka Davida IV., nekoć supruga bizantskog cara), čak šesnaest gruzijskih vladara držalo je bizantske titule. David je prekinuo tu praksu.
David se posebno istaknuo uklanjajući ostatke neželjenih istočnih utjecaja, koje su Gruzini smatrali nametnutima, u korist tradicionalnih kršćanskih i bizantskih vrijednosti. Kao dio ovog napora, osnovao je manastir Gelati, koji se nalazi na UNESCO-ovom popisku svjetske kulturne baštine, a tada je bio važno središte učenosti pravoslavnih kršćana.
David je također igrao osobnu ulogu u oživljavanju gruzijske vjerske himnografije, skladajući pjesme (po)kajanja (გალობანი სინანულისანი, galobani sinanulisani), niz od osam psalama pisanih slobodnim stihom. U njima, David sebe vidi kao reinkarnaciju biblijskog Davida, sa sličnim odnosom prema Bogu i svome narodu. One također dijele idealistički zanos tadašnjih europskih križara, kojima je Davih bio prirodni saveznik protiv Turaka Seldžuka.

## Demetro I. i Đuro III.
Kraljevstvo je nastavilo rasti za vladavine Davidova sina Dmitra I. Jačao je vojsku i imao nekoliko pobjeda nad Muslimanima. Također, bio je pjesnik kao i otac mu, pa je i on dao svoj obol i himnografiji. Njegova pjesma Shen Khar Venakhi ("Jer ti si vinograd"), koja je posvećena Djevici Mariji, gruzijskog svetici pokroviteljici, i dalje se pjeva u gruzijskim crkvama, 900 godina nakon što je napisana.
Demetra je naslijedio njegov sin Đuro 1156. godine, s kojim počinje provođenje ofanzivnije vanjske politike. Iste godine kad se popeo na prijestolje, uspješno je pokrenuo kampanju protiv seldžučkog sultanata Ahlat. Oslobodio je značajan armenski grad Dvin od turskog podaništva. Nastavio je proces ispreplitanja veza između gruzijskih plemića s najvišim redovima Istočnog Rimskog Carstva, zavjetom braka njegove kćeri Rusudan s Manuelom Komnenom, sinom cara Andronika I. Komnena.

## Kraljica Tamara
Tamara, kćer Đure III. postala je prva žena koja je vladala Gruzijom. Pod njenim vodstvom Gruzija je dosegla vrhunac moći i prestiža u Srednjem vijeku. Ona ne samo da je zaštitila veći dio svog kraljevstva od Turskih napada, nego se uspješno borila s unutarnjim sukobima, uključujući i državni udar koji je organizirao njen suprug Jurij Bogljobski, knez Novgoroda. Njeno vođenje politike smatra se vrlo prosvijećenima za to razdoblje, kao što je ukidanje smrtne kazne i mučenja.
Među izuzetim događajima Tamarine vladavine bilo je osnivanje Trapezuntskog Carstva na Crnom moru 1204. godine. Država je osnovana u sjeveroistočnom dijelu oslabljenog Bizanta, uz pomoć gruzijske vojske, koju su podržali Aleksije I. Trapezuntski i David Komnen, obojica njeni rođaci. Aleksije i David bili su odbjegli bizantski knezovi odrasli na gruzijskom tlu. Prema povjesničarima, cilj ove ekspedicije je bio da se kazni bizantski car Aleksije IV. koji je oteo novac koji je ona poslala manastirima u Antiohiji i Svetoj Gori. Taj se pothvat može objasniti i željom da se iskoristi Četvrti križarski rat protiv Carigrada, kako bi postavila prijateljsku državu u neposrednom gruzijskom susjedstvu na jugozapadu, kao i dinastičku solidarnost oduzetu Komnenima
.
Snaga u zemlji narasla je do te mjere da se u kasnijim godinama Tamarine vladavine, kraljevstvo primarno bavilo zaštitom gruzijskih monaških centara u Svetoj zemlji, od kojih se osam nalazilo u Jeruzalemu. Saladinov biograf Bahā' ad-Dīn ibn Šaddād navodi da je, nakon osvajanja Jeruzalema od strane Ajubida 1187. godine, Tamara poslala izaslanike sultanu kako bi tražila da joj se vrate oduzeti manastiri u Jeruzalemu. Saladinom odgovor nije zabilježen u povijesnim zapisima, ali se čini da su Tamarini napori rezultirali uspjehom.
Ibn Šaddad nadalje tvrdi, da je Tamara dala veću ponudu od bizantskog cara u njegovim nastojanjima da dobije moći Svetog Križa, nudeći 200.000 zlatnika Saladinu, koji je relikviju uzeo kao plijen u bitci kod Hattina, ali uzaludno.
S procvatom trgovačkih centara, sada pod gruzijskom kontrolom, industrija i trgovina stvarale su novo bogatstvo Tamarinoj zemlji. Danak od susjeda i ratni plijen dodani su kraljevskoj riznici, što dovodi to toga da se govorilo: "Seljaci su poput plemića, plemići poput glavara, a kneževi poput kraljeva!"
Tamarina vladavina također je značila i nastavak umjetničkog razvoja zemlje, započetog od njenih prethodnika. Dok suvremene gruzijske kronik i dalje imaju ugrađen kršćanski moral, vjerski motivi su počeli gobiti svoj ranije stečeni dominantni položaj u sekulranim literaturama. Obaj trend kulminirao je epskom poemom, nacionalnog pjesnika Šote Rustavelija "Vitez u tigrovoj koži" (Vepkhistq'aosani). Cijenjena u Gruziji, kao najveće dostignuće nativne literature, pjesma slavi srednjovjekovne humanističke ideale viteštva, prijateljstva i dvorske ljubavi.

## Nomadske invazije
U vrijeme kada Mongoli napadaju Slavene na sjeveroistoku Europe, nomadske horde istovremeno napreduju na jug, prema Gruziji. Đuro IV., Tamarin sin, ostavio je na stranu svoje pripreme za Četvrt križarski rat i usmjerio se na borbu protiv neprijatelja, ali je mongolski juriš bio prejak. Gruzijci su pretrpjeli teške gubitke u ratu, a i sam kralj biva teško ranjen. Kao rezultat toga, Đuro IV. je postao hendikepiran i umro prerano u dobi od 31 godinu.
Đurina sestra sestra Rusudan je preuzela tron, ali jebila suviše neiskusna i njezina zemlja suviše oslabljena i pritisnuta nomadima. 1236. je istaknuti mongolski zapovjednik Čormagan vodio golemu vojsku protiv Gruzije i njenih vazalnih država, prisiljavajući Rusudan bježati na zapad, ostavljajući istok Gruzije u rukama plemića koji se na kraju sklopili mir s Mongolima i pristali plaćati danak. Oni koji su se opirali, bili su predmet uništenja. Mongolske vojske odlučile su ne prelaziti prirodnu barijeru u vidu Lihske gore u potrazi za gruzijskom kraljicom. Ona je kasnije pokušala dobiti podršku od papa Grgura IX., ali bez uspjeha. 1243. godine Gruzija je konačno bila prisiljena priznati velikog kana Kagana kao svog gospodara.
Možda invazija Mongola i nije toliko devasitrala zemlju, kao što su to bili anti-mongolske borbe koje su se odvijale u zemlji. Prvi ustanak započeo je 1259. godine pod vodstvom Davida VI. i trajao je gotovo trideset godina. Antimongolske borbe nastavljene su bezuspješno i pod vodstvom Demetra II. Odanog i Davida VIII.
Pod kraljem Đurom V. Briljantnim, Gruzija je napokon doživjela razdoblje preporoda. Pronicljivi vladar, Đuro V. odigrao je ulogu u padu Ilhanidskog Carstva, prestao je plaćati danak Mongolima, obnovio državne granice Gruzije od prije 1220. godine i vratio Trapezuntsko Carstvo pod sferi gruzijskog utjecaja. Uspostavljene su bliske međunarodne trgovačke mreže, poglavito s bizantom, s kojima je Đuro V. imao obiteljskih veza, ali također i s velikim pomorskim republikama Venecijom i Genovom. Također obnavlja i gruzijske samostane u Jeruzalemu i osigurava slobodan prolaz gruzijskim hodočasnicima u Svetu zemlju. Raširena upotreba Jeruzalemskog križa - inspiracija za modernu zastavu Gruzije - je datirana u vrijeme vladavine Đure V. Smrću Đure V., posljednjeg velikog vladara ujedinjene Gruzije, ubrzao se nepovratan pad moći kraljevine. Sljedeća desetljeća obilježena su kugom, koju su proširili nomadi, kao i brojne provale Timura, koje su poharale gospodarstvo zemlje. Nakon pada Bizanta, Gruzije je definitivno gurnuta u izolaciju, postavši kršćanska enklava okružena neprijateljskim tursko-iranskim susjedima.